# Caiman crocodilus
El caimán de anteojos (Caiman crocodilus), también conocido como cachirre, blanco, guagipal, babilla o baba, es una especie de reptil carnívoro que habita los diferentes tipos de cursos de agua dulce, ciénagas y pantanos en el sur de México, Centroamérica y el noroeste de América del Sur. Fue introducido en Puerto Rico como mascota en los años 1960 y 1970, y actualmente se encuentra en todos los cuerpos de agua de la isla.[cita requerida]
Los machos llegan a medir entre 1,8 y 2,5 m de largo, y las hembras 1,4 m. Se alimentan de diferentes especies de animales: crustáceos, peces, anfibios, reptiles, aves y mamíferos grandes y pequeños.
El apareamiento ocurre en la estación lluviosa. La hembra hace el nido aglomerando pequeñas cantidades de vegetación seca y tierra y pone allí de 15 a 40 huevos. La incubación dura un promedio de 13 semanas. Al nacer, las crías miden unos 20 cm y son protegidas de forma agresiva por la hembra.

## Subespecies

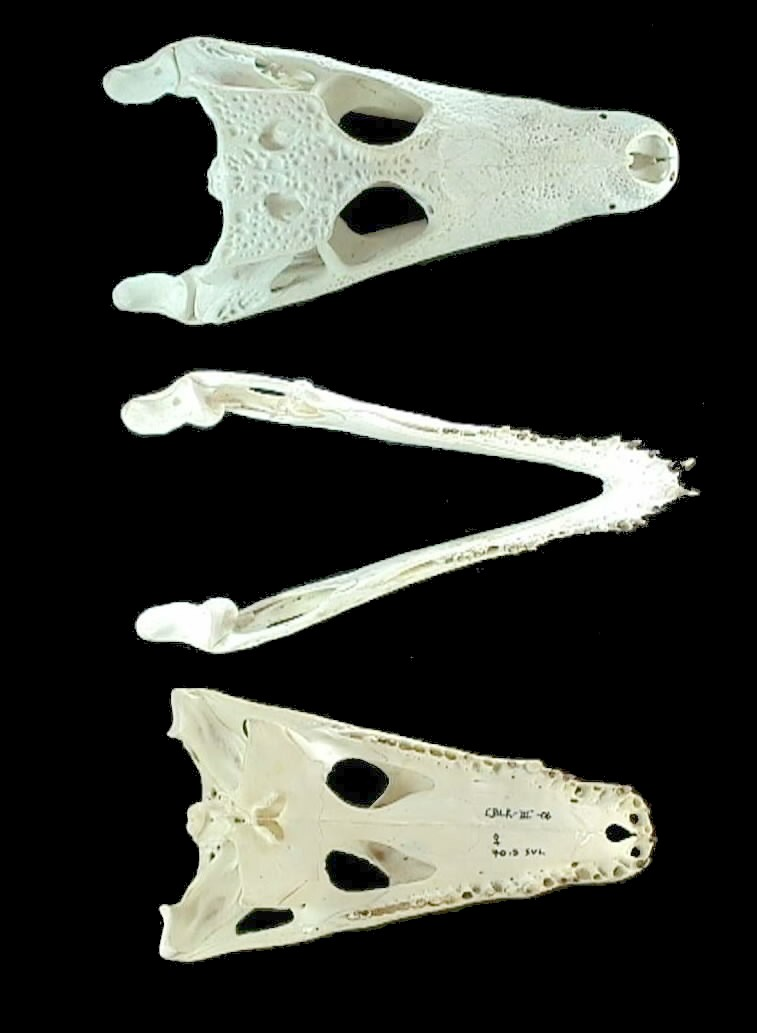
Cráneo de Caiman crocodilus (Linnaeus 1758).

Según King y Burke (1989) son cuatro:
- C. c. apaporensis Medem, 1955
- C. c. crocodilus Linnaeus, 1758
- C. c. chiapasius Boucurt, 1876
- C. c. fuscus Cope, 1868

Los estudios de ADN sugieren que C. c. fuscus y C. c. chiapasius forman un grupo, en tanto que la genética molecular indicaría que C. c. apaporensis es sinónimo de C. c. crocodilus, del cual procedería Caiman yacare.

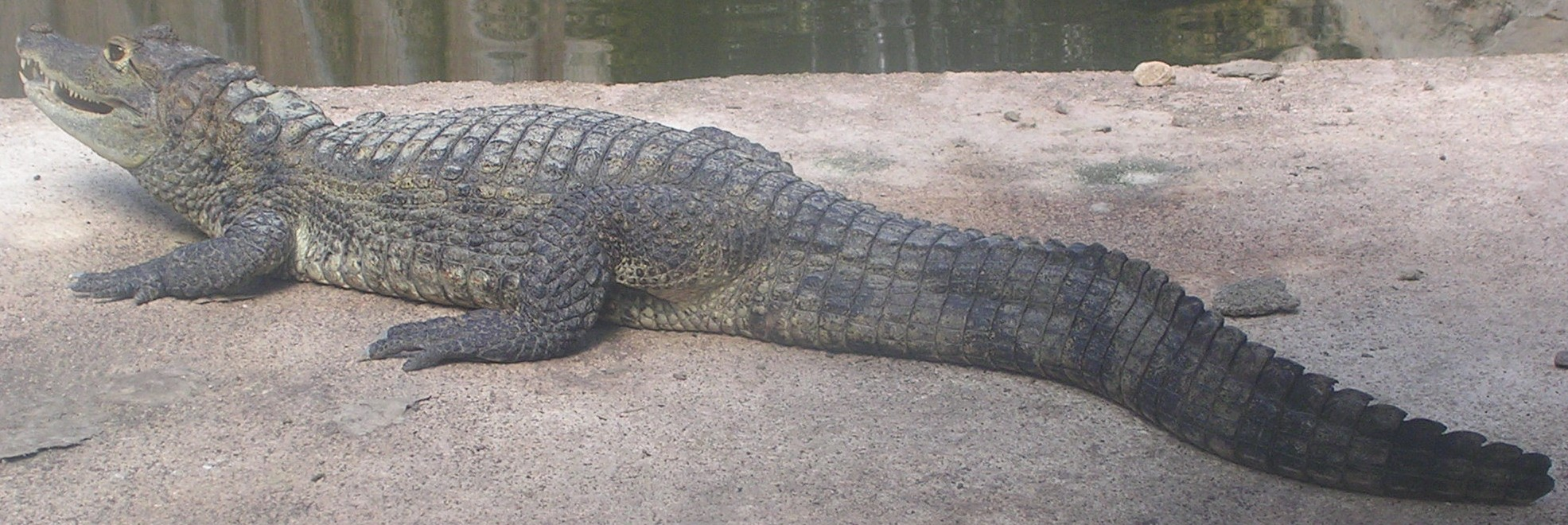
Caiman crocodilus crocodilus.

## Galería

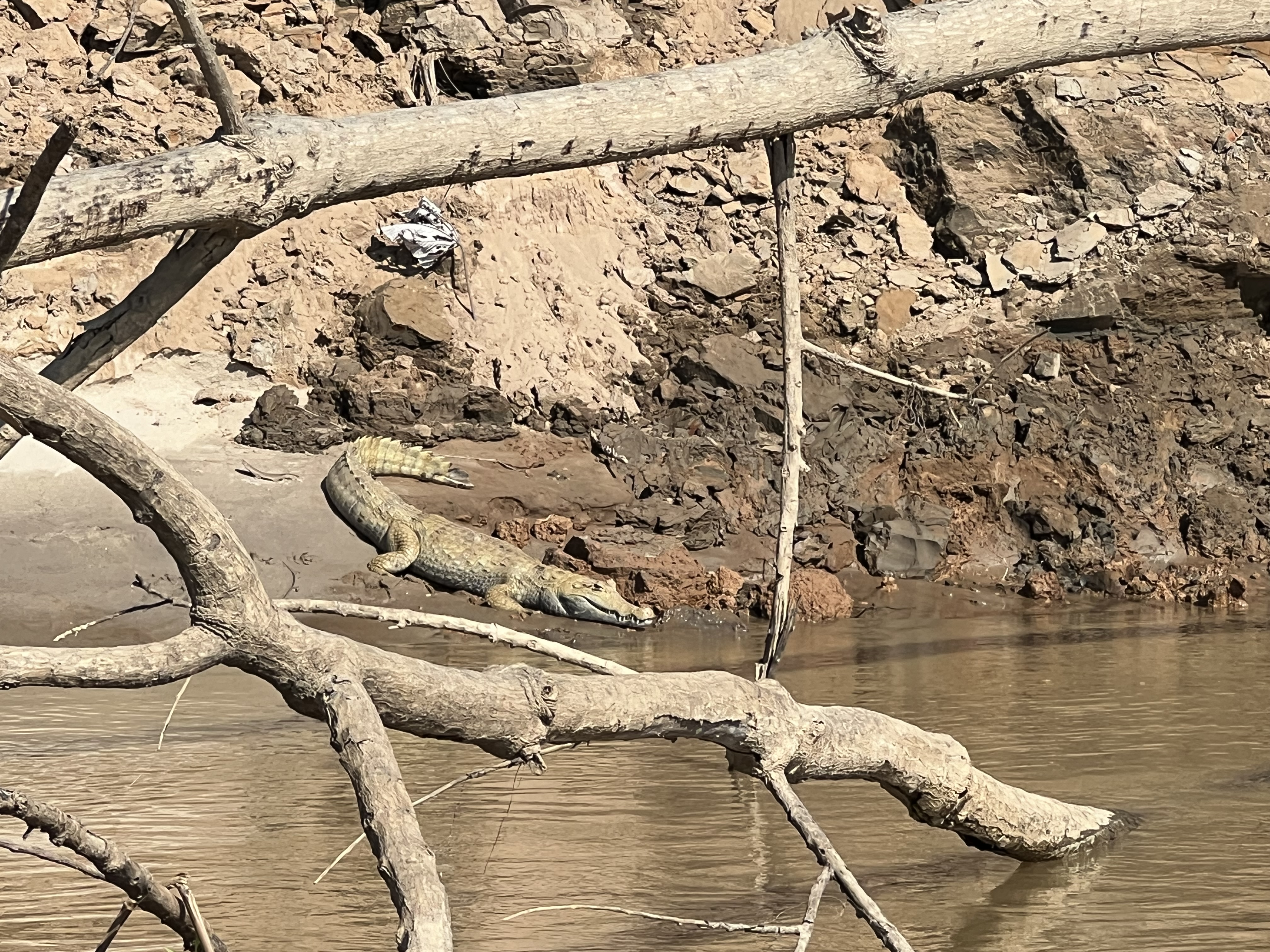
Caimán de anteojos de Madre de Dios